# Хотомель
Хо́томель (бел. Хо́тамель) — деревня в Столинском районе Брестской области Беларуси. Входит в состав Рубельского сельсовета.

## География
Расположена на реке Горынь в 15 км от Столина, в 225 км от Бреста, в 30 км от железнодорожной станции Горынь. Население — 760 человек (2019).

## История
В 1897 году в составе Столинской волости Пинского уезда Минской губернии. В 1921—1939 годы в составе Столинской гмины Лунинецкого повята Полесского воеводства Польши.
С 1939 года в составе БССР. С 15 января 1940 года в составе Давид-Городокского района Пинской области. С 8 января 1954 года в составе Брестской области, с 19 января 1961 года в Столинском районе.
C июля 1941 года по июль 1944 года была оккупирована немецко-фашистскими войсками. В марте 1944 года деревня сожжена, погибло семеро жителей. Восстановлена после войны. В составе колхоза «Флаг коммунизма», позднее в составе колхоза «Рубельский».

## Население
| 1897 | 1921  | 1939  | 2005   | 2009   | 2019  |
| ---- | ----- | ----- | ------ | ------ | ----- |
| 312  | ▲ 593 | ▲ 898 | ▲ 1114 | ▼ 1034 | ▼ 760 |

## Инфраструктура
Работает магазин, а также фельдшерско-акушерский пункт. Имеется средняя школа.

## Достопримечательность
- Крестовоздвиженская церковь (после 1990)
- Православная часовня (1990) над каменным крестом
- Деревянный крест

### Утраченное наследие
- Деревянная православная часовня (XIX в.). На этом месте построена новая часовня

## Хотомельское городище
Согласно археологическим исследованиям, проведённым в 1954-57-х годах Кухаренко, в 1964-м году Каспаровой, Русановой, возле деревни находятся археологические памятники — городище (верхний слой VIII—X века, нижний — VII век), селище и могильник. Содержимое раскопок хранится в Национальном историческом музее, в Брестском областном краеведческом музее, в Эрмитаже, в музее Белорусского Полесья.

## Галерея

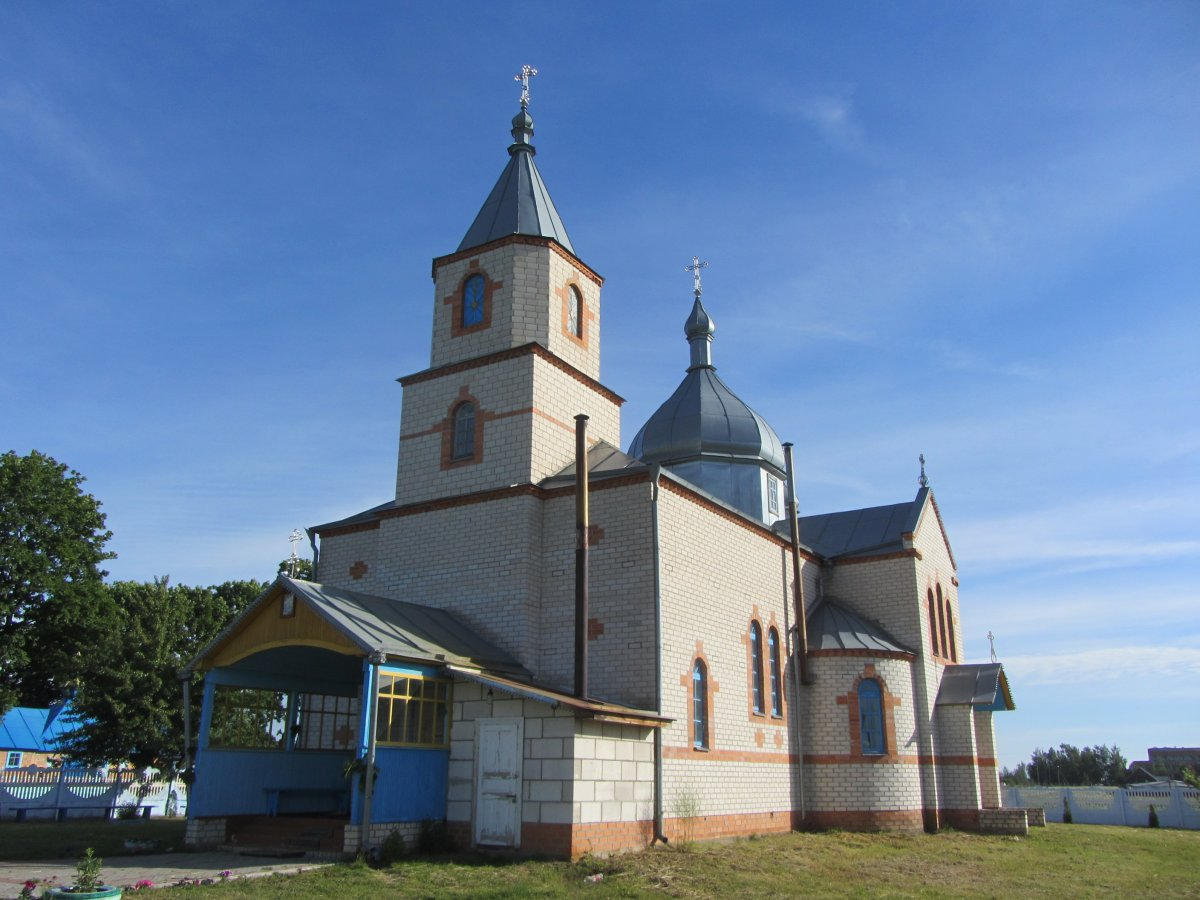
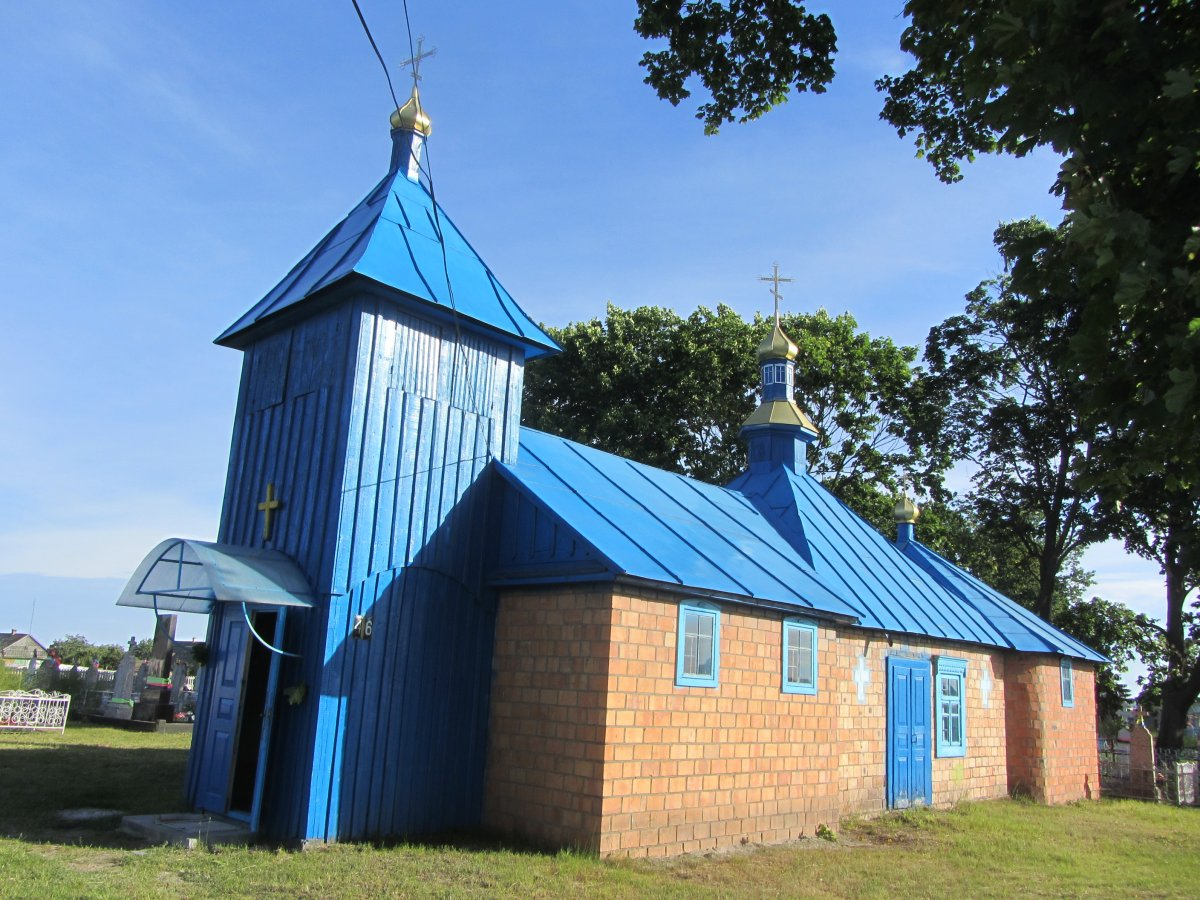